# 儒略年
儒略年（符號：a）是天文學中測量時間的測量單位，定義的數值為365.25日，每天為國際單位的86400秒，總數為31,557,600秒。這個數值是西方社會早期使用儒略曆中年的平均長度，並且是這個單位的名稱。然而，因為儒略年只是測量時間的單位，並沒有針對特定的日期，因此儒略年與儒略曆或任何其他的曆都沒有關聯，也與許多其他型式年的定義沒有關聯。

## 用法
儒略年既不是測量上的基本單位，也不是被國際單位制（SI）認可的單位。不過，天文學家和其他科學家使用它是為了方便測量長的時段，作為以天表達會笨拙不便的時間單位。因為儒略年是日的累積，使用時也會讓人誤解，也難怪多數人將它當成是年。例如，冥王星的軌道週期是248儒略年（248a），比用90,590日更容易表達。由於這個緣故，國際天文聯合會（IAU）才會推薦。
儒略年是定義距離測量單位光年的基礎。
一百個儒略年（36,525日）稱為儒略世紀，一千個儒略年（365,250日）稱為儒略千年。這個單位是用來計算太陽系的曆表。

## 曆元（Epochs）
曆元是天文學上特殊的一個明確的瞬間。為了實用的緣故，每50年會選擇一個新的曆元標準。
現在的曆元標準是儒略曆元J2000.0。它正確的時刻是TT格里曆（不是儒略曆）2000年1月1日12:00(很接近格林威治平正午，但不是恰好)。在名稱裡的J表示在之前或之後的其他曆元也都是儒略年365.25日的間隔。例如，未來的曆元J2100.0的卻時間隔是從J2000.0起間隔36,525日（儒略世紀）的2100年1月1日（日期仍然相同是因為格里世紀2000-2100與儒略世紀的日數相同）。
因為儒略年不會與格里曆一年的長度相同，天文學的曆元會與格里曆的日期在數百年後產生分歧。
從地球測量的天體位置和事件，會隨著時間變化。因此，當測量或預報天體位置時，都必需配屬和指定適當的曆元。

## 儒略曆的特性
儒略年，是一致的時間間隔，不要與在漫長的歷史歲月裡會變動的儒略曆混淆。天文學上的儒略年從未被編予序號，天文學家也跟世界各地一樣遵守曆法大會的決議：在1582年10月15日格里曆被介紹之後開始採用格里曆（或因為國家與地區的不同而稍晚），而在之前使用的是儒略曆。

## 儒略日的特性
儒略年不能和天文上使用的儒略日（還有儒略記日或JDN）混淆。儘管名稱很相近，但二者之間的關連卻很少。儒略日是從指定的，被稱為起始曆元的參考日期開始所經歷（累計）的整數日數。儒略日是單一的以日計數不參考任何曆中的日、月或年，是特殊的只有日和十進位小數下的時間。

### 引用
1. ↑  International Astronomical Union. .   [2008-09-23]. （原始内容存档于2007-02-16）.Reprinted from the "IAU Style Manual" by G.A. Wilkinson, Comm. 5, in IAU Transactions XXB (1987).

### 來源
- Explanatory supplement to the Astronomical Almanac. P. Kenneth Seidelmann, editor. Mill Valley, Cal.: University Science Books, 1992. Pages 8, 696, 698-9, 704, 716, 730.

## 外部連結
- 何謂"年" (在地球或是火星)？